# Cirrus SR20
El Cirrus SR20 és una avioneta de 4 places i propulsió amb motor d'explosió fabricada amb un ús extensiu de materials compostos.
Destaca entre altres avions lleugers per ser el primer model de producció a incorporar un paracaigudes integrat a l'avió per tal de permetre un descens segur i lent en cas de pèrdua de control de l'avió o de dany estructural. També va ser la primera avioneta de producció construïda completament amb materials compostos (plàstics, fibra de vidre…) i cabina de pilotatge de vidre amb pantalles multi-funció.

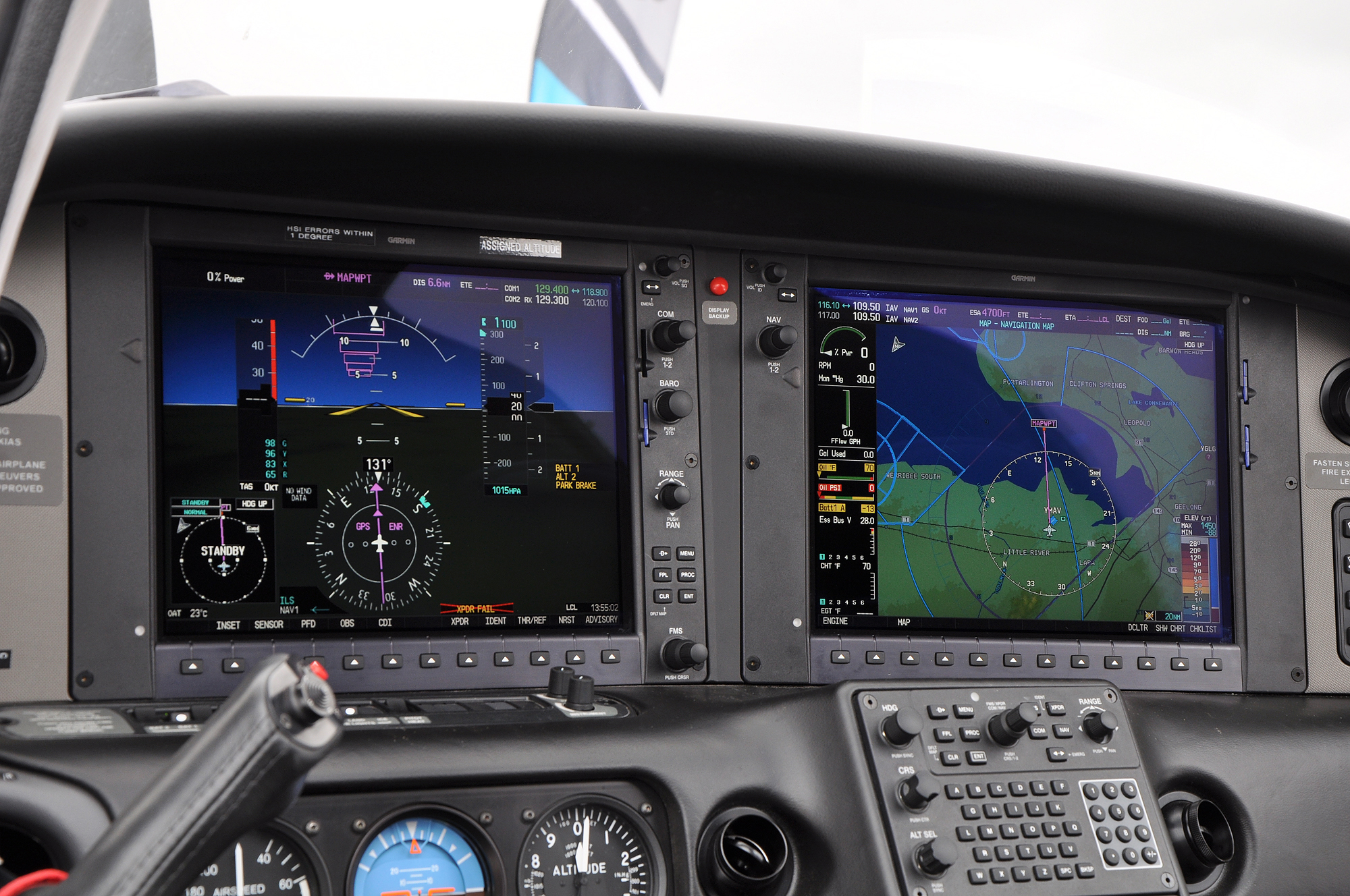
Cabina d'un SR20 (en concret un T-53A).

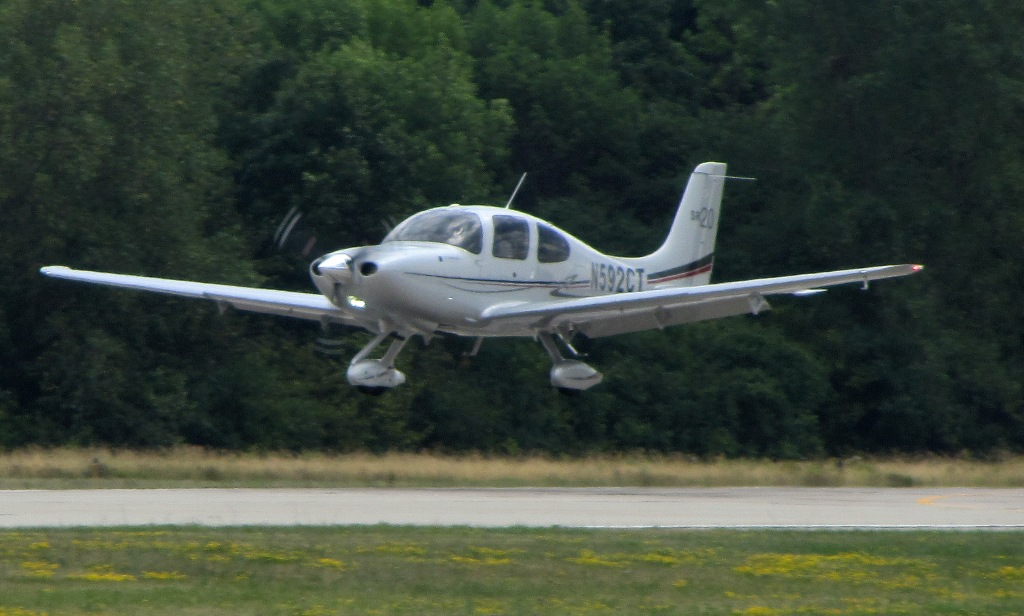
Un SR20 aterrant.

## Versions
T-53A
Versió per a l'entrenament de pilots militars de la USAF. La selecció va ser el 2011 i el maig de 2012 ja van entrar en servei 25 exemplars substituint als anteriors T-52A (basats en el Diamond DA40).
SR20 G6
Introduïda el gener de 2017 el model G6 afegeix el motor Lycoming IO-390 amb una potència de 215 cv, una instrumentació Perspective-Plus de Garmin millorada, llums LED als extrems alars i una capacitat de càrrega incrementada en 68 kg.

## Operadors

### Civils
Diverses universitats operen aquesta avioneta per al transport,oci i entrenament. La CAFUC,es la que en té més, d'aquests tipus d'avions,operant-ne fins a 40. La Western Michigan University n'opera 26.

### Militars
França
L'Exèrcit de l'Aire de França opera 16 Cirrus SR20 per l'entrenament.
 Estats Units
L'Armada dels EUA opera 25 d'aquests aparells.

## Cultura popular
En els simuladors de vol existeixen una o més variants del Cirrus SR20, com el simulador de vol de codi obert FlightGear, així com en el sector comercial.

## Especificacions (SR20-G3)
Dades obtingudes de la web oficial:
Característiques generals:
- Tripulació:1
- Passatgers: 3
- Llargària: 7,92 m
- Envergadura: 11,68 m
- Altura: 2,70 m
- Superfície alar: 13,71 m²
- Perfil alar: Roncz[8]
- Pes buit: 945 kg
- Càrrega útil: 441 kg
- Pes màxim a l'enlairament: 1.386 kg

Planta motriu: 

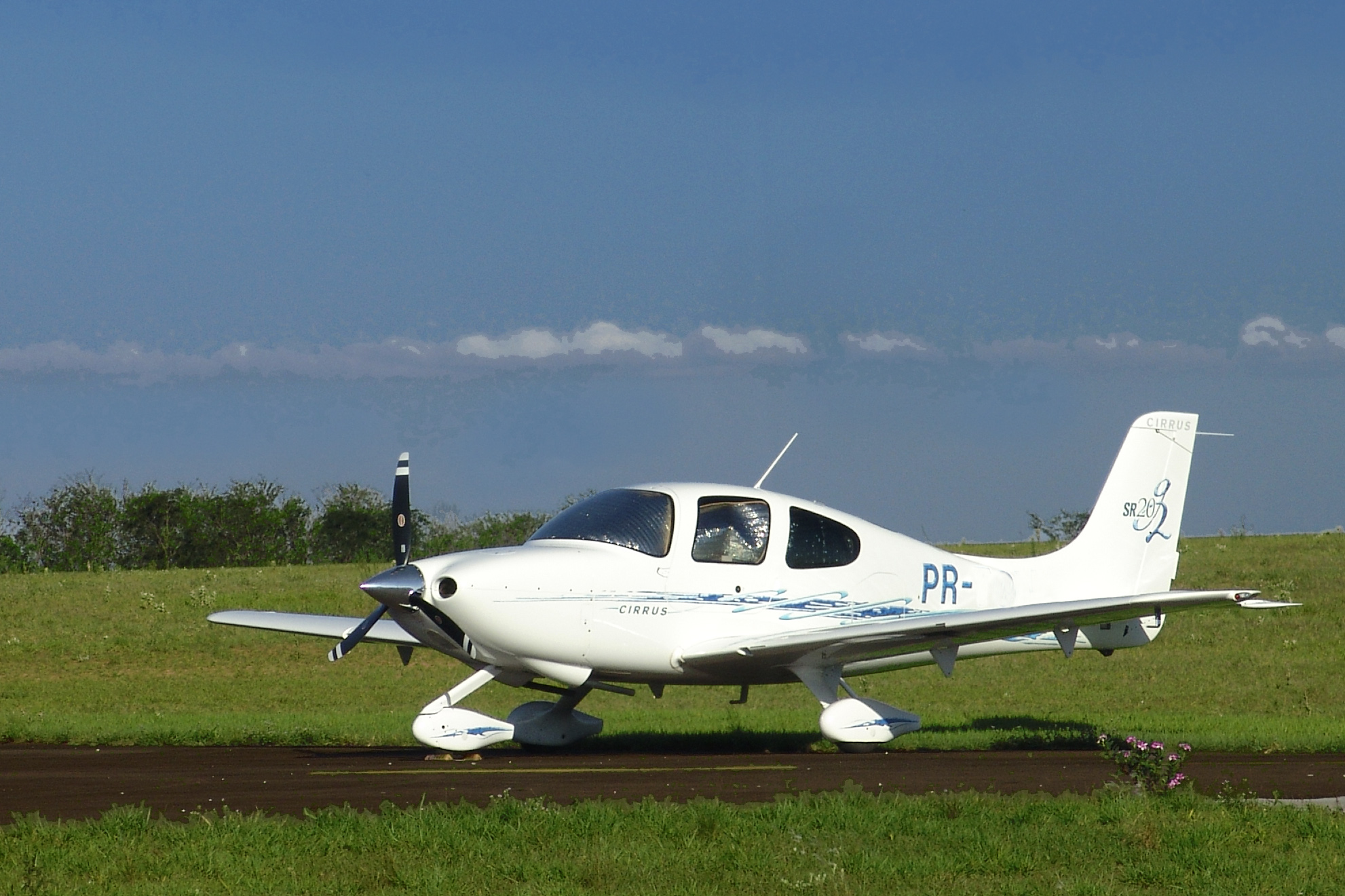
Una avioneta Cirrus SR-G3 a la pista de l'aeròdrom d'Avaré (Brasil).

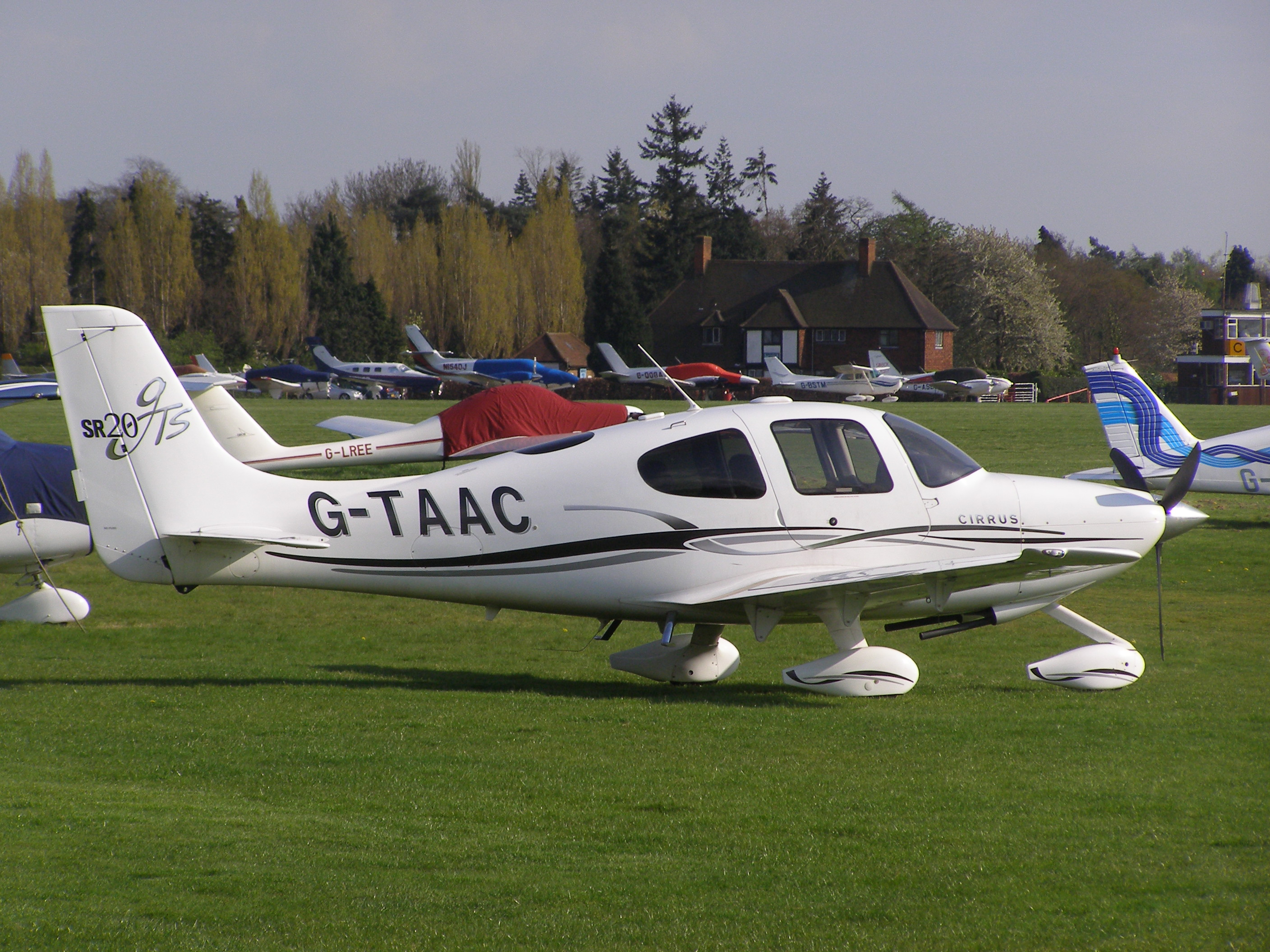
SR20 G3

- Motors: 1 x motor de combustió interna Continental IO-360-ES
- Potència: 149 kW (200 CV)
- Hèlix: de 3 pales i pas constant

Rendiment:

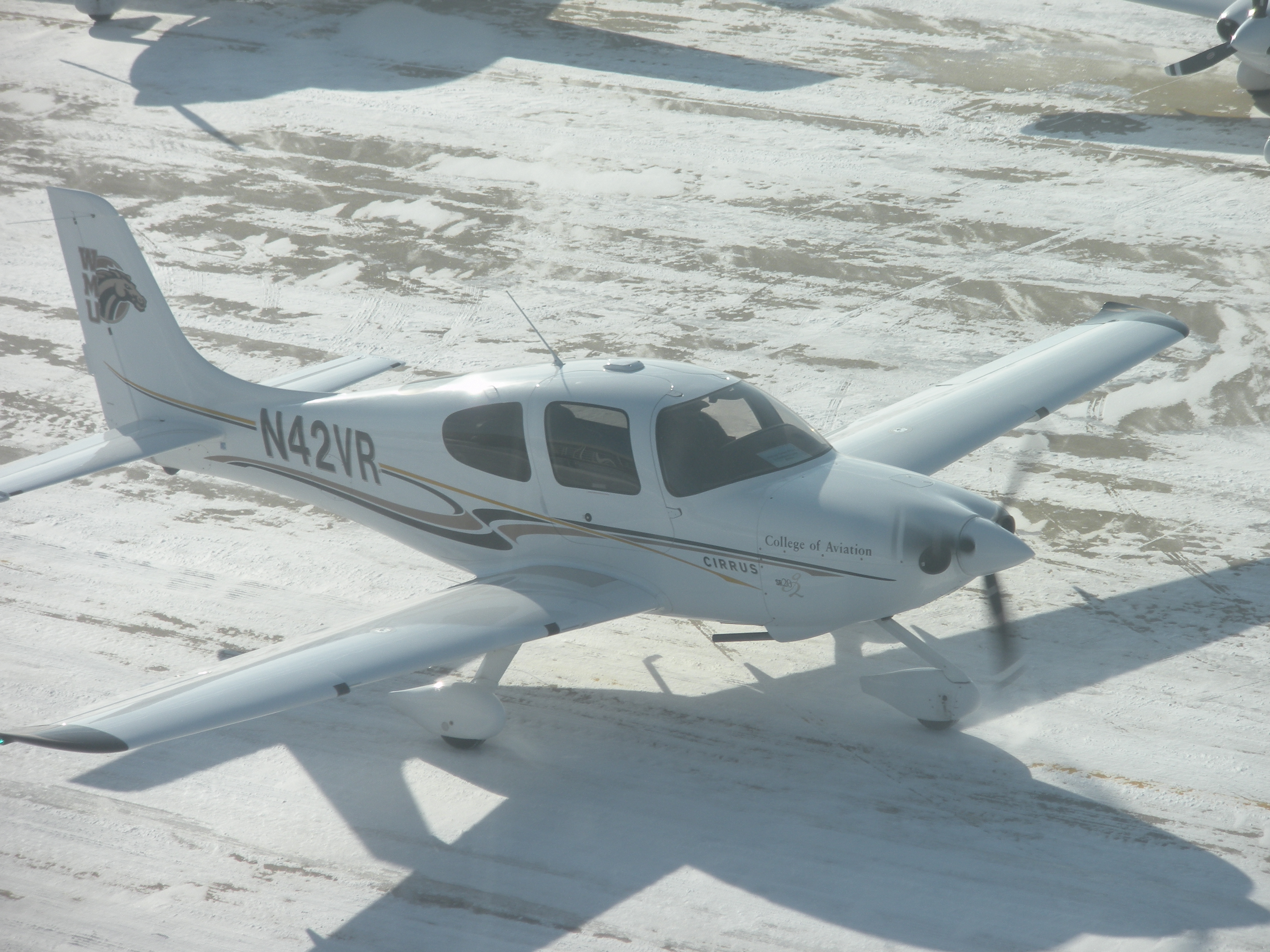
Un Cirrus SR20 de la Western Michigan University.

- Velocitat de creuer: 155 nusos (288 km/h)
- Velocitat mínima de vol: 56 nusos (104 km/h) amb flaps al màxim
- Abast: 785 milles nàutiques (1.454 km)
- Sostre de servei: 17.500 peus (7.620 m)
- Taxa d'ascens: 4,2 m/s
- Càrrega alar: 101 kg/m²
- Relació potència/massa: 108 W/kg